# Gadsden, Alabama
Gadsden är en stad i Etowah County i den amerikanska delstaten Alabama med en yta av 96,3 km² och en befolkning, som uppgår till cirka 39 000 invånare (2000). Gadsden är administrativ huvudort (county seat) i Etowah County. Staden är en av Alabamas snabbast växande städer.
Staden är belägen i den nordöstra delen av delstaten vid floden Coosa River ungefär 50 kilometer väster om gränsen till Georgia, kring 230 kilometer nordost om huvudstaden Montgomery och runt 150 kilometer väster om Atlanta.

## Externa länkar

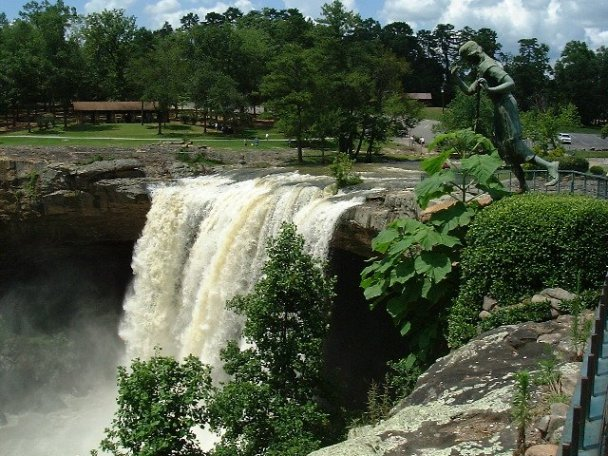
Nocc falls i Gadsden.

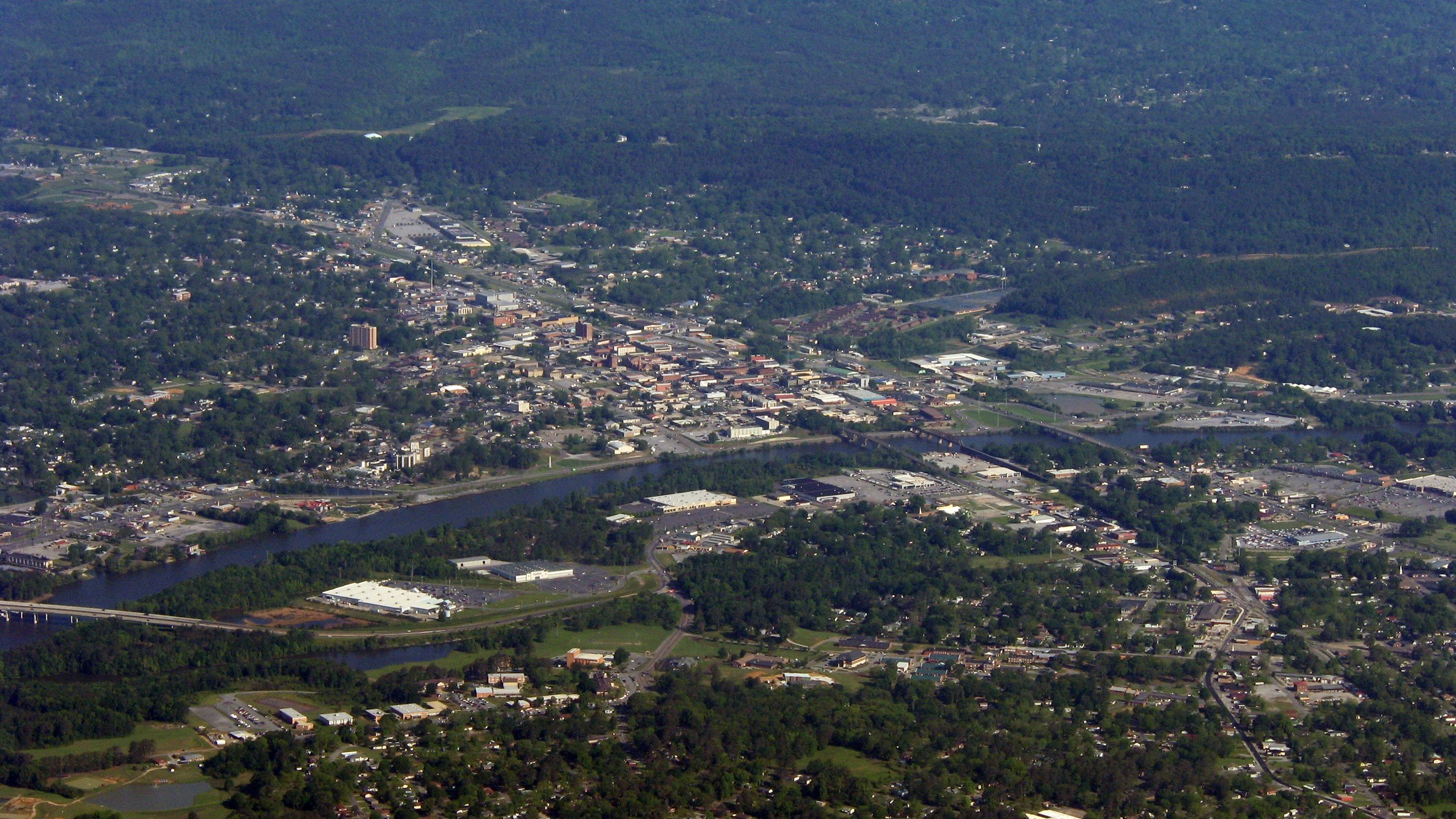
Flygfoto över Gadsden 2008.